# Varennes-Changy
Varennes-Changy är en kommun i departementet Loiret i regionen Centre-Val de Loire strax norr Frankrikes mitt. Kommunen ligger i kantonen Lorris som tillhör arrondissementet Montargis. År 2022 hade Varennes-Changy 1 483 invånare.

## Befolkningsutveckling
Antalet invånare i kommunen Varennes-Changy
| Referens: INSEE |